# Jiang Yi-huah
Dans ce nom, le nom de famille, Jiang, précède le nom personnel.
Jiang Yi-huah, né le 18 novembre 1960, est un homme politique taïwanais.